# Terry Fator
Terry Wayne Fator (Dallas, 10 de junho de 1965) é um ventríloquo, comediante e cantor estadunidense, vencedor do programa America's Got Talent.
Seu diferencial dos demais ventríloquos é seu grande talento em imitar artistas famosos, como Ella Fitzgerald, Tony Bennett, Roy Orbison e James Taylor entre outros.

Como prêmio pela vitória no programa, ele faturou um milhão de dólares. No ano seguinte, ele assinou contrato com o The Mirage, hotel e cassino em Las Vegas, no estado de Nevada.

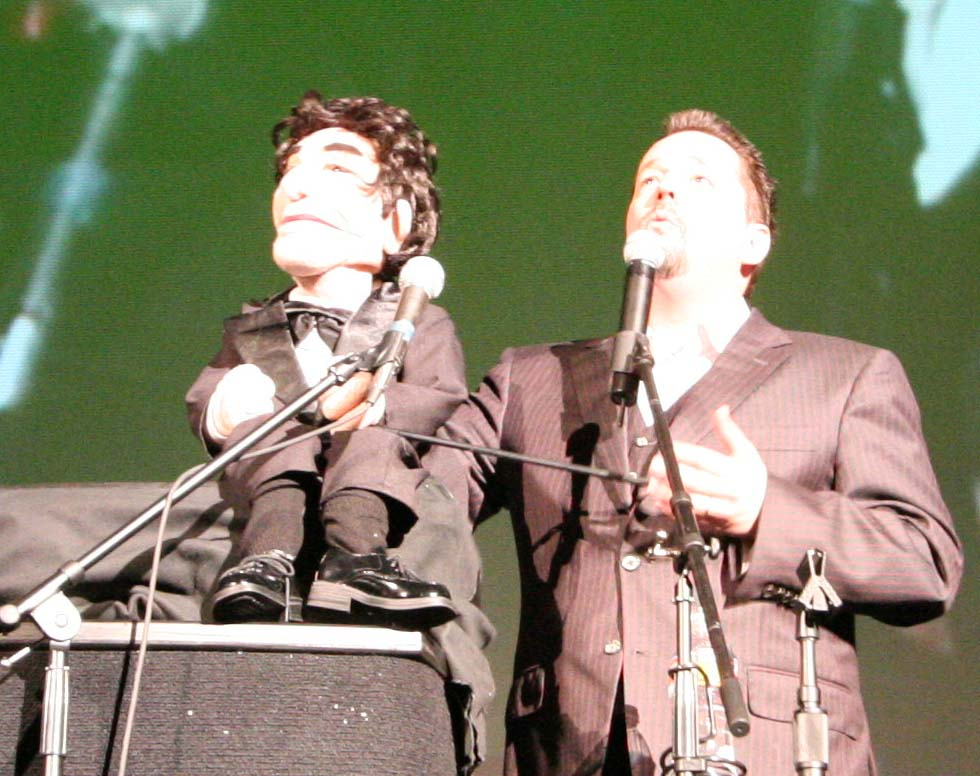
Terry Fator e seu boneco Johnny Vegas.

1. ↑  «Terry Fator Age, Net Worth, Bio, Height [Updated February 2024 ]». Popular Bio (em inglês). 29 de maio de 2020. Consultado em 7 de fevereiro de 2024